# Sushruta Samhita
Sushruta Samhita (सुश्रुतसंहिता) é um texto em sânscrito atribuído a Sushruta, fundador da medicina Ayurveda, ou medicina tradicional Indiana, que introduziu inovações notáveis nos campos da cirurgia. A obra contém 184 capítulos e a descrição de 1120 patologia, 700 plantas medicinais, uma análise minuciosa da anatomia, 64 preparados minerais e 57 preparados orgânicos. O texto tal como pode ser lido hoje data do século III ou IV. A cópia mais antiga que se conhece é o Manuscrito de Bower. O texto foi traduzido para o Árabe no século VIII.